# Années 670 av. J.-C.
Les années 670 av. J.-C. couvrent les années de 679 av. J.-C. à 670 av. J.-C.

## Événements
- Vers 680-675 av J.-C. : invasions lydiennes en Ionie. Une partie de la population de Colophon fuit pour s'installer en Italie où ils fondent Siris, sur le golfe de Tarente.
- Vers 680-640 av J.-C. : règne de Baal Ier, roi de Tyr[1].
- 679 av. J.-C. :
  - Cimmériens et Scythes, conduits par Teushpa, font irruption au sud du Taurus, menacent les garnisons assyriennes établies au Tabal. Les princes de Cilicie se rebellent. Assarhaddon contre-attaque, écrase les Ciliciens et contraint Teushpa à la retraite après sa victoire près des Portes ciliciennes. Les Scythes et les Cimmériens se retournent contre le royaume de Phrygie, qu’ils renverseront trois ans plus tard. Assarhaddon fait la paix avec eux et donne sa fille en mariage au Scythe Bartatua (Protothyès selon Hérodote)[2].
  - Assarhaddon reprend la ville d’Arza sur le Wadi el-Arish, à la frontière avec l’Égypte[2].

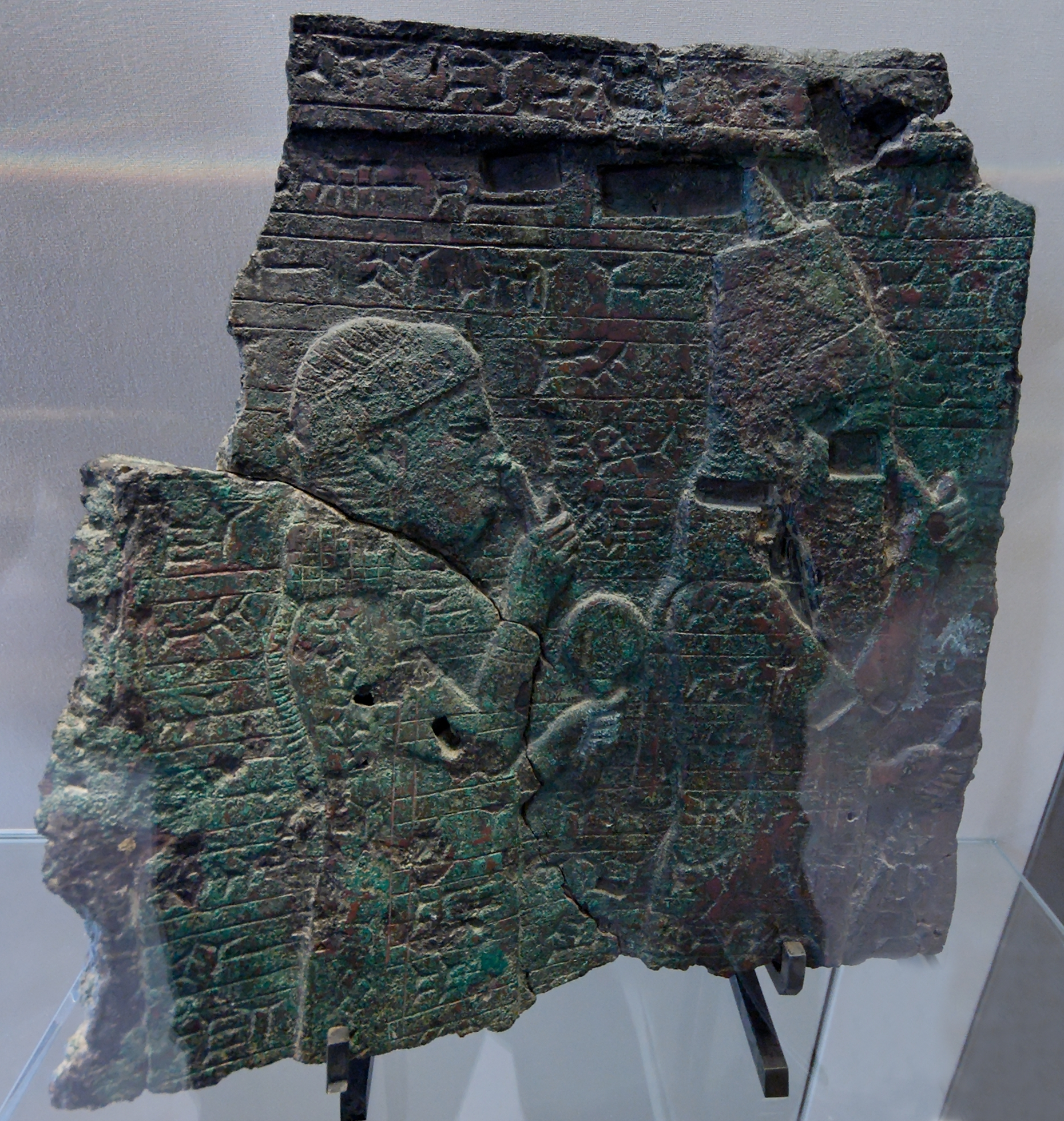
Assarhaddon, roi d'Assyrie, et sa mère Naqi'a-Zakutu, dans le temple de Mardouk. Bas-relief commémorant la restauration de Babylone par Assarhaddon. Bronze (à l'origine plaqué or), v. 681-669 av. J.-C.

- Vers 678 : le roi d'Assyrie Assarhaddon fait rebâtir Babylone 11 ans après sa destruction. L’Esagil (temple de Marduk) est reconstruit (fin en 668 av. J.-C.)[2]. Au Ier millénaire av. J.-C., on constate un accroissement de l’espace occupé par les édifices sacrés, plus particulièrement par celui du dieu principal : Babylone contient une cinquantaine de temples, et celui de Marduk occupe à lui seul plus d’un hectare et demi de superficie.
- 677/6 av. J.-C. : destruction de Sidon  en Phénicie par Assarhaddon d’Assyrie. Son roi Abdi-milkuti, révolté, est décapité. Ses habitants sont déportés en Assyrie et son territoire devient province assyrienne avec Kâr-Assarhaddon pour capitale. Quelques années plus tard (670 av. J.-C.), Assarhaddon impose à Ba’al, roi de Tyr, un traité le mettant sous la domination assyrienne[2].
- Vers 676 :
  - campagne d’Assarhaddon, contre Bazu, situé probablement dans le Désert Arabique[3].
  - autre date possible de la fondation de Cyzique par des colons de Milet sur la rive asiatique de l’Hellespont (ou 756 av. J.-C.) ; peu après Milet colonise Abydos[4].
- 676/2 av. J.-C. : invasion cimmérienne qui ébranle l’État phrygien (Anatolie). Date traditionnelle du suicide de Midas selon Apollodore[5].
- 676-652 av. J.-C. : règne de Zhou Huiwang cinquième roi des Zhou Orientaux en Chine[6].
- 675-653 av. J.-C. : règne de Phraortès (Khshathrita), fils de Déjocès, roi des Mèdes[2]. Il rassemble les territoires mèdes en un royaume indépendant. Il entreprend de soumettre les Perses et obtient des succès contre les Assyriens. L’approvisionnement en chevaux de l’armée assyrienne est considérablement réduit. Assarhaddon lance plusieurs raids en Médie tout en concluant un traité avec l’Élam, et prend sous sa protection trois grands princes mèdes qui avaient sollicité son aide contre leurs propres vassaux[2].
- 675-640 av. J.-C. : règne de Teispès, roi d’Anshan[2].
- 675 av. J.-C. : les Babyloniens repoussent l’invasion du roi d’Élam Humban-haltash[2].
- 674-663 av. J.-C. : règne de Urtaki, roi d’Élam. Il se rapproche de l’Assyrie. Il rend les statues divines prises par ses prédécesseurs et nomme un ambassadeur permanent à Ninive[2].
- 673 av. J.-C. :
  - fin du règne de Numa Pompilius à Rome, selon la tradition[7].
  - Assarhaddon repousse une attaque de Rusa II d’Urartu[2].
- Mai 672 av. J.-C. : Assarhaddon proclame son fils Assurbanipal prince héritier et son autre fils Shamash-shum-ukin roi de Babylone ; il fait signer aux princes vassaux des traités de loyauté[2].
- Vers 672-640 av. J.-C. : règne de Tullus Hostilius, roi latin de Rome[8].
- Vers 672-612 av. J.-C. : activité d'Alcman, un des premiers poètes grecs du lyrisme amoureux, né à Sardes en Lydie, et mort à Sparte[9].
- 672-664 av. J.-C. : règne en Égypte de Nékao, prince de Saïs et de Memphis, établi par les Assyriens[10].

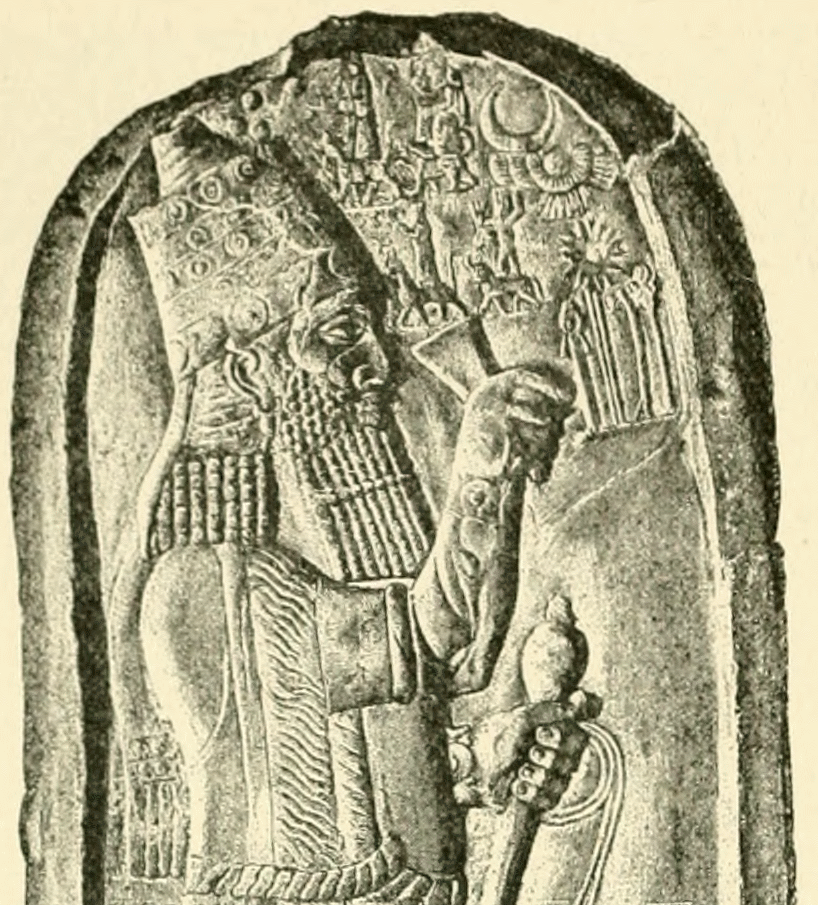
Détail d'une stèle d'Assarhaddon commémorant sa victoire en Égypte.

- 671 av. J.-C. : le delta du Nil est conquis par les Assyriens, dirigés par Assarhaddon, sur le pharaon Taharka. Le général assyrien Sha-nabû-shu prend Memphis. La XXVe dynastie Couchite se replie à Thèbes, puis en Nubie. Les Assyriens rétablissent l’autonomie des princes du Nord, notamment ceux de Saïs, s’assurent leur soutien, et poussent jusqu’à Thèbes en 666 av. J.-C..
- 2 juillet et 27 décembre 671 av. J.-C. : éclipses de lune en Assyrie[8].
- 671 av. J.-C. : Aristocrate II, ayant trahi les Messéniens, alliés des Arcadiens pendant la première guerre de Messénie, est mis à mort et la royauté est abolie à Orchomène[11].
- Vers 670 av. J.-C. : date probable du règne de Pheidon, roi d’Argos[8].